# Sisyra radialis
Sisyra radialis is een insect uit de familie sponsvliegen (Sisyridae), die tot de orde netvleugeligen (Neuroptera) behoort. 
Sisyra radialis is voor het eerst wetenschappelijk beschreven door Navás in 1910.